# Almacenamiento de energía

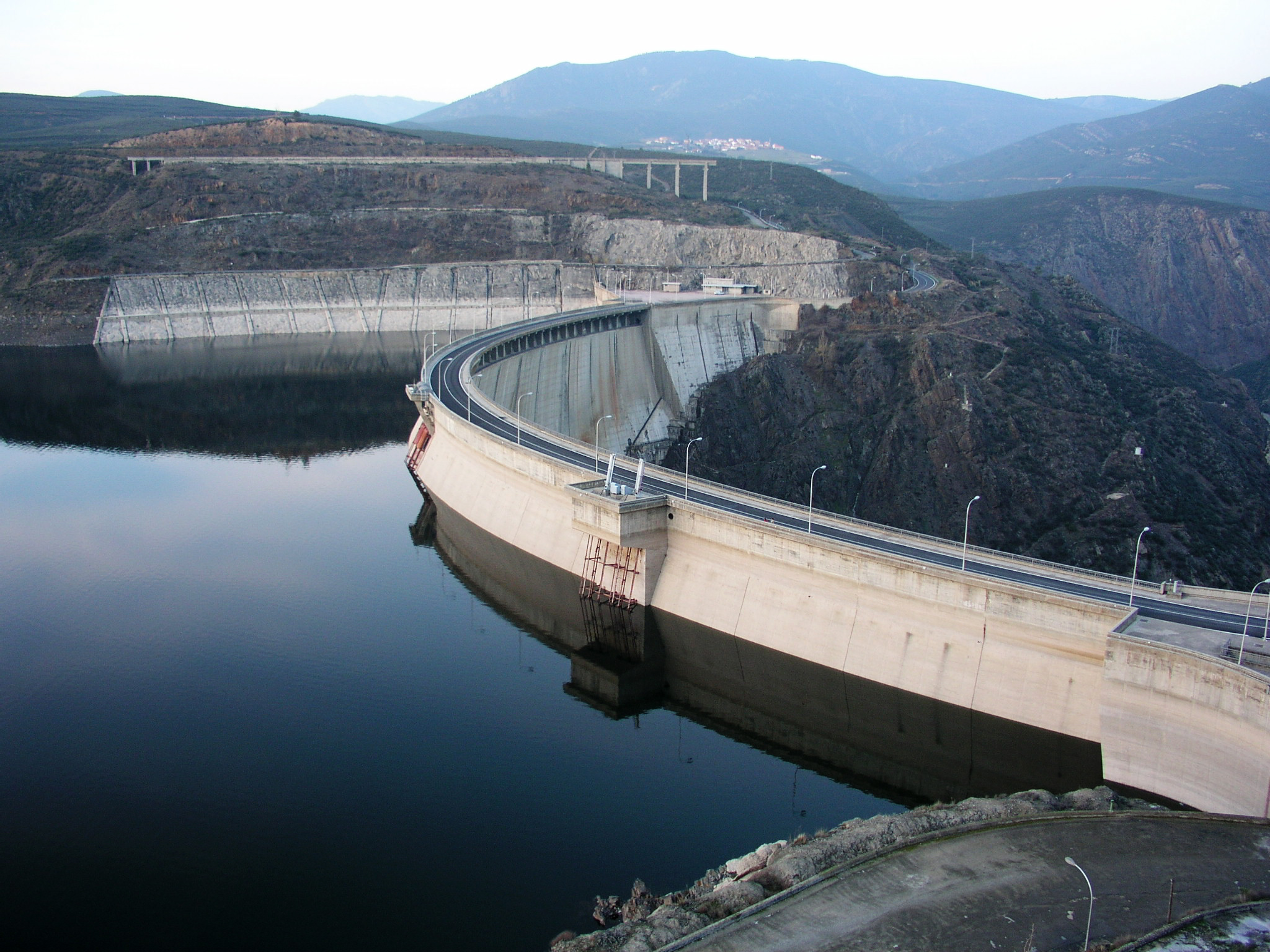
Embalse de El Atazar, Madrid, España.

El almacenamiento de energía comprende los métodos para conservar en la medida de lo posible una cierta cantidad de energía en cualquier forma, para utilizarla cuando se requiera en la misma forma en que se recolectó o en otra diferente. Las formas de energía pueden ser energía potencial (gravitacional, química, elástica, etc.) o energía cinética. Muchos sistemas mecánicos funcionan almacenando energía y consumiéndola lentamente: un ejemplo es el reloj mecánico que almacena en el muelle la energía para ir consumiéndola vía un regulador. En un ordenador los condensadores existentes en un chip almacenan la energía suficiente para que al volver a encenderse tengan la memoria de algunas de las funciones previas. Incluso los alimentos son una forma que la naturaleza tiene de almacenar la energía procedente del Sol.

## Historia

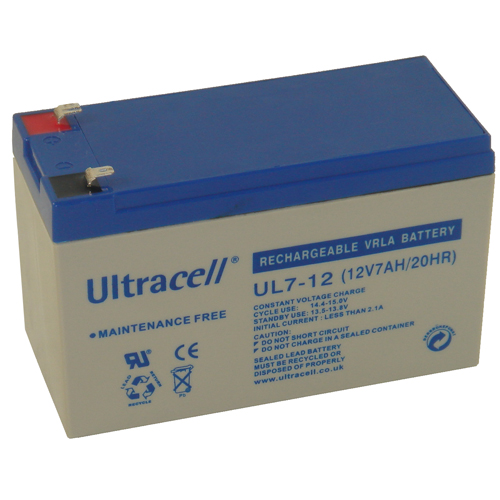
Batería recargable.

El almacenamiento de energía es un proceso complejo que se lleva haciendo por la naturaleza desde miles de millones de años - por ejemplo, la energía presente en la creación inicial del Universo ha sido puesta en libertad en forma de estrellas como el Sol, y ahora está siendo utilizada directamente por los seres vivos (a través de la energía solar), o indirectamente (por ejemplo por el aumento de los cultivos o de la conversión en electricidad en las células solares). Los sistemas de almacenamiento de energía en el uso comercial de la actualidad se traducen en términos generales, en sistemas de almacenamiento mecánicos, eléctricos, químicos, biológicos, nucleares y térmicos.
Como actividad útil, el almacenamiento de energía ha existido desde la prehistoria, aunque en muchos casos no explícitamente reconocido como tal. Un ejemplo deliberado de almacenamiento de energía mecánica es el uso de troncos o rocas como medidas defensivas en las antiguas fortalezas que se iban recolectando en la cima de una colina o pared, y por lo tanto, la energía almacenada era finalmente empleada para atacar a invasores que vinieran al radio de alcance de dichas piedras. Una aplicación más reciente es el de control de los cursos de agua que son dirigidos a los molinos de agua para el procesamiento de granos. Los sistemas complejos de embalses y presas se construyeron para almacenar y liberar agua (y la energía potencial que contienen) cuando sea necesario.
El almacenamiento de energía se convirtió en un factor dominante en el desarrollo económico con la introducción generalizada de electricidad y químicos combustibles refinados, como la gasolina, el queroseno y el gas natural en 1800. A diferencia de otros métodos comunes de almacenamiento de energía utilizadas empleados anteriormente, como la madera o el carbón, la electricidad debe emplearse, ya que se genera y no puede ser almacenada en otra cosa que no sean dispositivos de menor escala. La electricidad se transmite por medio de un circuito cerrado, para emplearse en cualquier propósito práctico, y no puede ser almacenada como energía eléctrica. Esto significa que los cambios de la demanda no pueden tener cabida, sin corte de los suministros, ya sea (por ejemplo, a través de brownouts o apagones) o disponer de una técnica de almacenamiento fiable, algo imposible en la actualidad. 
Se espera que el almacenamiento de energía en el hogar esté cada vez más presente debido a la creciente importancia de energía distribuida (especialmente procedente de la energía solar fotovoltaica) y el aumento del consumo de energía. Un hogar equipado con energía fotovoltaica puede asegurar hasta un 40% de sus necesidades energéticas. Sin embargo, para alcanzar una mayor autosuficiencia, es necesario contar con un sistema de almacenamiento de energía debido a las diferencias entre el consumo de energía y la energía producida a partir de la fotovoltaica.
Los combustibles petroquímicos se han convertido en la forma dominante de almacenamiento de energía, tanto en la generación eléctrica y el transporte de energía. Los combustibles petroquímicos de uso común se procesan del carbón, la gasolina, el gasóleo, el gas natural, gas licuado de petróleo (GLP), el propano, el butano, etanol, biodiésel y el hidrógeno. Todos estos productos químicos son fácilmente convertidos a energía mecánica y luego energía quizás en eléctrica a los motores que utiliza el calor (o de otras turbinas de los motores de combustión interna, o calderas u otros motores de combustión externa) que se utiliza para generación de energía eléctrica. Los generadores de calor y los generadores de potencia del motor son casi universales, que van desde los pequeños motores de la producción de sólo unos pocos kilovatios de utilidad a escala generadores con puntuaciones de hasta 800 megavatios.

## Métodos de almacenamiento

### Electroquímicos
- Batería
- Batería de flujo
- Pila de combustible
- Motores

### Eléctricos

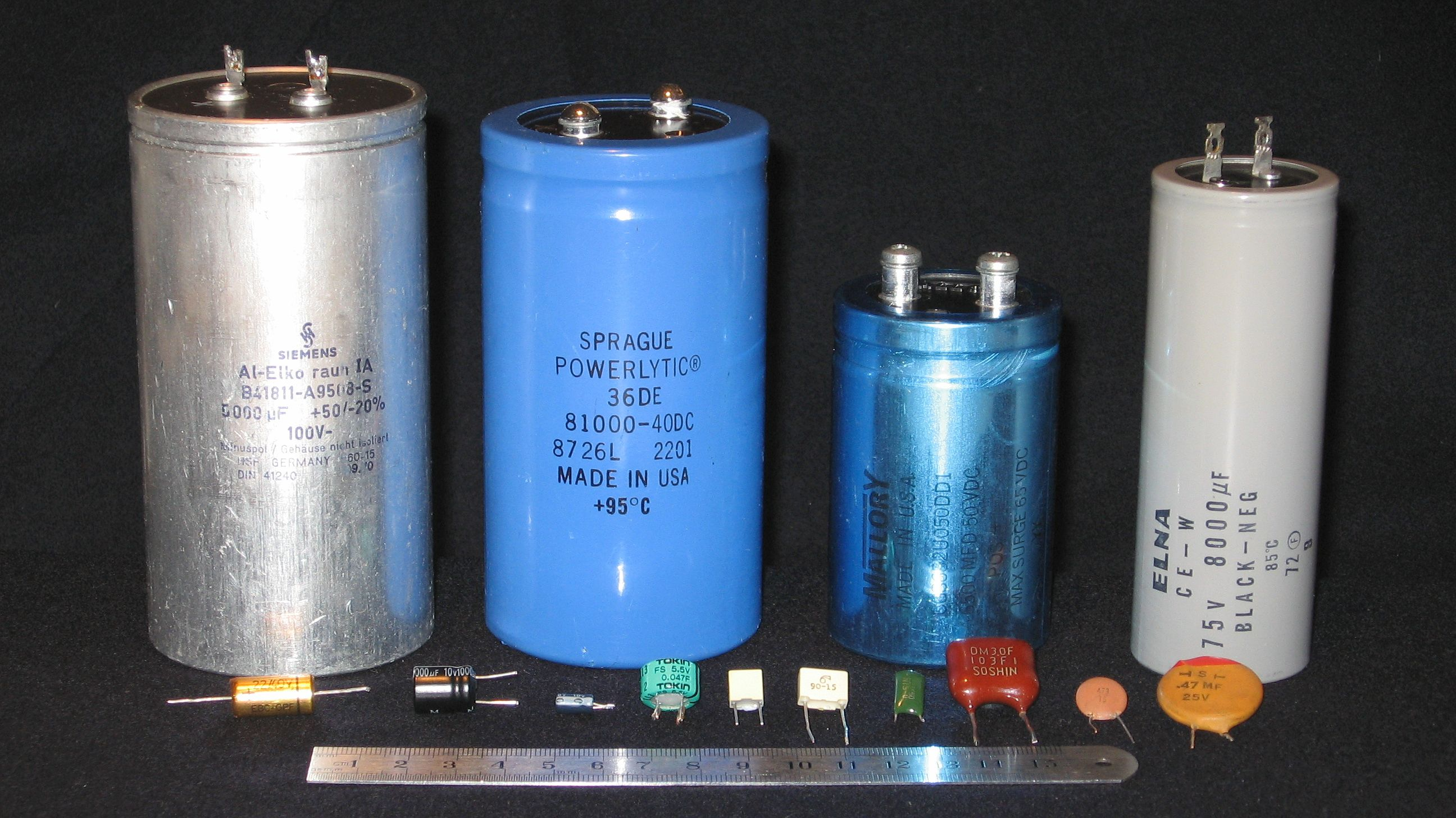
Condensadores.

La electricidad es una energía secundaria, es decir, que es resultado de la transformación de energía primaria. Una característica fundamental es que esta energía no se puede almacenar: la electricidad producida es instantáneamente consumida o perdida. El problema de almacenar este tipo de energía se soluciona, de hecho, produciéndola rápidamente en sistemas autónomos (no conectados a la red). Algunos ejemplos son: las pilas y baterías basadas en reacciones químicas. Estas tecnologías presentan inconvenientes que limitan su uso, como por ejemplo: el peso, el coste, la baja productividad y en algunos casos la peligrosidad de sus componentes (ácidos, plomo).
- Condensador

- Almacenamiento energético magnético con superconductores

### Mecánicos
- Almacenamiento por aire comprimido
- Batería inercial
- Acumulador hidráulico
- Muelle elástico

### Potenciales
- Central hidroeléctrica reversible

### Térmicos

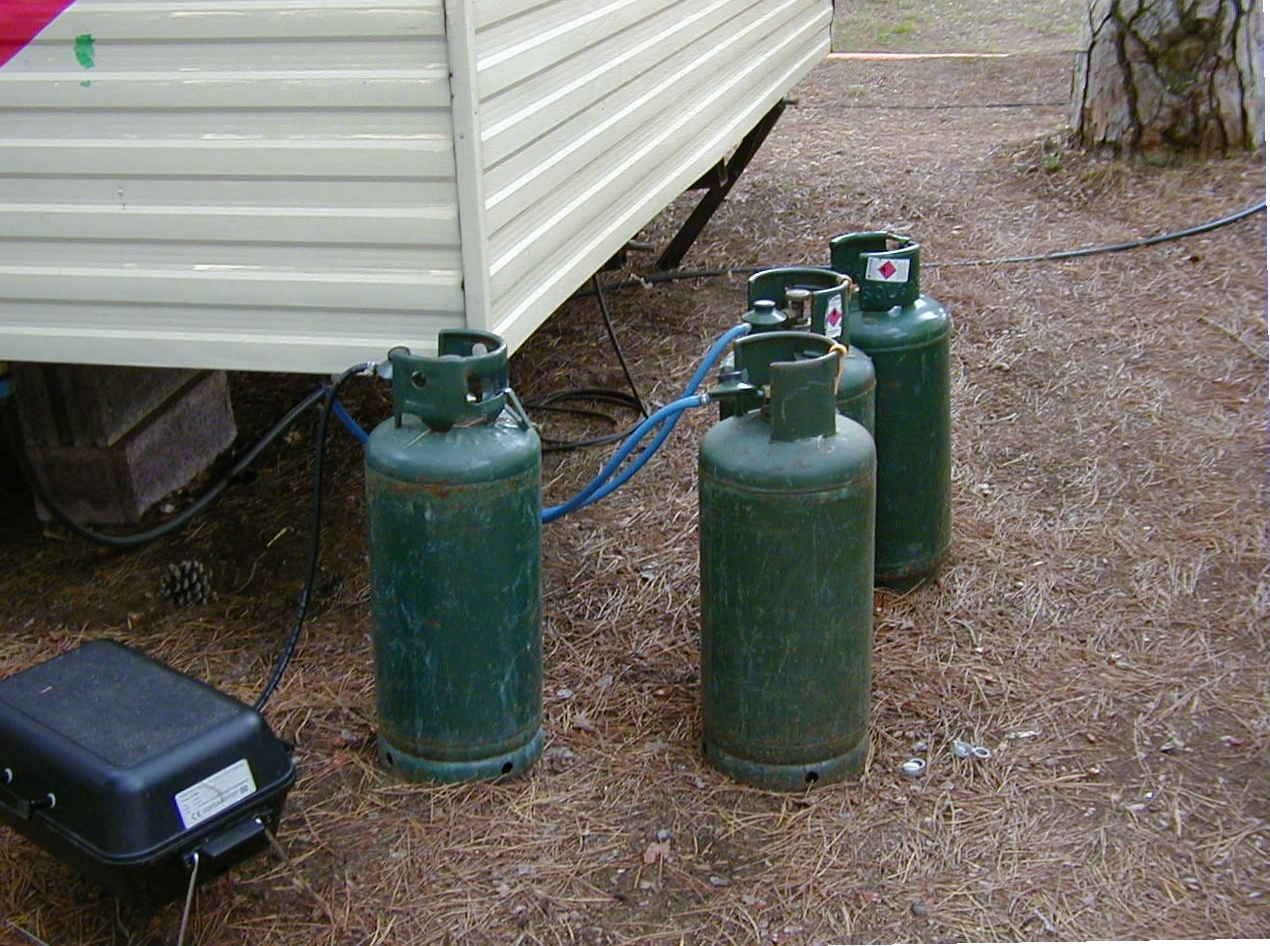
Botellas de gas comprimido.

- Sal fundida
- Nitrógeno líquido
- Aire líquido

## Aplicaciones

### Transporte
El combustible de hidrocarburos líquidos es la forma más común de almacenamiento de energía para su uso en el transporte, seguido por el creciente uso de vehículos eléctricos de batería y vehículos eléctricos híbridos. Otros portadores de energía, como el hidrógeno, pueden utilizarse para prevenir las emisiones de gases de efecto invernadero.

### Hogares
Se espera que los sistemas de almacenamiento de energía en el hogar se vuelvan cada vez más comunes, dado el creciente importancia de la generación distribuida de fuentes de energía renovable (especialmente fotovoltaicas) y la significativa participación del consumo energético en los edificios. Para garantizar una autonomía del 40% del hogar equipado con paneles fotovoltaicos, se necesitan sistemas de almacenamiento de energía. Muchos fabricantes ofrecen sistemas de baterías recargables para el almacenamiento de energía, generalmente para acumular energía excedente generada por las instalaciones solares o eólicas domésticas.
El almacenamiento de energía eólica o solar mediante acumuladores de energía térmica, aunque menos flexible, es significativamente más barato que el uso de baterías.
Los sistemas de respaldo de energía solar son seguros para el medio ambiente y requieren bajos costos de mantenimiento.
Con fines estrictamente financieros, en áreas donde está disponible el balance neto, la electricidad generada en el hogar puede venderse a la red a través de un inversor de red sin utilizar baterías para el almacenamiento.

### Molinos
La aplicación clásica antes de la revolución industrial era la gestión de las vías fluviales para accionar molinos de agua para procesar granos o accionar equipos. Se construyeron sistemas complejos de embalses y presas para almacenar y liberar agua (y la energía potencial que contenía) según fuera necesario.